# Nooliodes franzi
Nooliodes franzi är en kvalsterart som först beskrevs av Balogh 1966.  Nooliodes franzi ingår i släktet Nooliodes och familjen Pheroliodidae. Inga underarter finns listade i Catalogue of Life.